# متیو بروتون
متیو بروتون (انگلیسی: Matthew Broughton؛ 8 October 1880 – ۱۹۵۷ (۷۶−۷۷ سال)) بازیکن فوتبال بود.